# Adam Albert Neipperg
Adam Albert Neipperg (ur. 8 kwietnia 1775 w Wiedniu, zm. 22 lutego 1829 w Parmie) – hrabia, generał Armii Cesarstwa Austriackiego.

## Życiorys
Neipperg należał do starej szwabskiej rodziny, był wnukiem generała hr. Wilhelma Reinharda Neipperga. Jako huzar od piętnastego roku życia zrobił wyróżniającą się karierę. Gdy wstąpił do armii austriackiej, stracił oko od cięcia francuską szablą w bitwie pod Neerwinden. Nie przeszkodziło mu to jednak w udziale w niezliczonych innych kampaniach przeciwko rewolucji i Bonapartemu, włącznie z Marengo. Francji rządzonej przez Napoleona nienawidził bardziej niż czegokolwiek innego na świecie .
W 1810 roku wyjechał jako austriacki ambasador do Sztokholmu, gdzie odniósł spory sukces, zachęcając Jana Bernadotte’a, by sprzymierzył się z Rosjanami przeciwko Napoleonowi. Jego zręczne dowodzenie jazdą i osobista odwaga pod Lipskiem w 1813 roku dały mu stopień Feldmarschall-Leutnant, otrzymał też przywilej zawiezienia nowin o zwycięstwie do Wiednia.
Rok później odniósł kolejny sukces jako ambasador w Neapolu, zmuszając króla Murata do ostatecznego podpisania traktatu sojuszniczego wymierzonego we Francję, a w 1815 roku osobiście zniweczył na zawsze militarne ambicje Joachima Murata. W 1814 roku poprowadził pierwsze oddziały austriackie do Mediolanu, stolicy pasierba Napoleona, Eugeniusza .

### Małżeństwo z cesarzową
Ze swoją przyszłą żoną spotkał się wcześniej, gdy był jednym z jej 12 szambelanów, kiedy przebywała w Pradze w 1812 roku, chociaż wtedy Maria Ludwika nie zwróciła na niego uwagi. Musiała jednak wiedzieć o jego istnieniu, ponieważ był charakterystyczną postacią w błyszczącym huzarskim mundurze i z czarną przepaską. Miał silną budowę ciała, kręcone jasne włosy, przystrzyżony wąsik i rumianą, lecz pobrużdżoną twarz. Był młodszy od pierwszego męża cesarzowej o zaledwie sześć lat. Był też wykształcony, lubił poezję, dobrą muzykę i grał na fortepianie. Poza tym pociągał kobiety jako słynny pożeracz serc. Pani de Staël wspominała: 

Swoim niezasłoniętym okiem podbijał płeć piękną w krótszym o połowę czasie niż inny mężczyzna z obojgiem oczu

. 
Miał niezliczone romanse, a jego prywatne życie otaczała atmosfera skandalu. W 1813 roku, po unieważnieniu poprzedniego małżeństwa, poślubił hrabinę Teresę Ramondini, z którą uciekł kilka lat wcześniej – mieli już pięcioro dzieci urodzonych z nieprawego łoża.
Gdy Napoleon stracił władzę a Maria Ludwika za wszelką cenę chciała do niego dołączyć na wyspie Elba, Neipperg otrzymał zadanie, aby uwieść byłą cesarzową, żeby ta mogła zapomnieć o mężu. Swoje zadanie wykonał już 24 września, kiedy to po raz pierwszy spędził noc z Marią Ludwiką w Szwajcarii. Po powrocie do Wiednia cesarz Franciszek mianował go szambelanem ekscesarzowej, aby jego córka mogła się czuć mniej zakłopotana, gdyż po Wiedniu krążyły już plotki o jej romansie z generałem.
Neipperg stał na czele jednej z dwóch armii, które ruszyły na Bolonię przeciwko królowi Neapolu. W Tolentino osobiście poprowadził druzgocący szturm 2000 konnych na Neapolitańczyków, którzy szybko uciekli. Neipperg poinformował radośnie Wiedeń, że ich zakładniczką została siostra Napoleona, królowa Neopolu, Karolina.
Gdy Maria Ludwika została księżną Parmy, mianowała go ministrem spraw zagranicznych i wewnętrznych, głównodowodzącym armii oraz wielkim szambelanem. Neipperg był bardzo dobrym politykiem, doprowadził do wzbogacenia księstwa pracując tym samym na dobrą opinię o księżnej. 
Z byłą cesarzową miał troje dzieci:
- Albertynę (ur. 1817),
- Wilhelma Alberta (1819–1897),
- Matyldę (zmarła tuż po urodzeniu).

Dzieci Neipperga i Marii Ludwiki otrzymały tytuły książąt Montenuovo, subtelne włoskie nawiązanie do nazwiska Neipperg, będące zniekształceniem nazwiska Neuberg, czyli „nowa góra” .
Adam von Neipperg ożenił się z Marią Ludwiką po śmierci Napoleona oraz swojej żony. Małżeństwo było bardzo udane.
Neipperg zmarł w 1829 roku na atak serca. Żona, jak i Parmeńczycy wpadli w głęboki smutek po jego śmierci. Żal Parmeńczyków nie był dla nikogo zaskoczeniem. Adam Neipperg rządził sprawiedliwie i łagodnie Parmą. Do tego stopnia nie interesowało go gromadzenie majątku, że poza ubraniami pozostawił po sobie jedynie pudełko z odznaczeniami.